# Янчак, Вадим Игоревич
Вади́м И́горевич Янча́к (укр. Вадим Ігорович Янчак; род. 7 февраля 1999, Самбор, Львовская область) — украинский футболист, полузащитник

## Клубная карьера
Родился в Самборе. На юношеском уровне выступал за костопольский «КОЛИСП Штурм».
В 2014 году попал в клубную систему ФК «Львов», который в то время не имел профессионального статуса и существовал в виде футбольной школы. За юношеские команды этого клуба выступал до 2017 года. С 2015 года параллельно с выступлением за юношеские команды привлекался к участию в играх за клуб на любительском уровне. На профессиональном уровне дебютировал 9 июля 2017 года в домашнем матче Кубка Украины против кременчугского «Кремня» (2:0), отличившись в нём забитым голом. В сезоне 2017/18 сыграл 16 матчей во Второй лиге, 3 поединка провёл в кубке Украины; забитый в дебютном матче гол остался единственным в том сезоне. По итогам чемпионата Второй лиги ФК «Львов» занял 5-е место в своей группе. Однако в конце мая 2018 года стало известно, что в сезоне 2018/19 ФК «Львов» объединится с ровенским «Вересом» и заменит его в Премьер-лиге. 13 июля 2018 года Вадим подписал новый 3-летний контракт с ФК «Львов». В Премьер-лиге дебютировал 4 августа 2018 года в проигранном выездном поединке против полтавской «Ворсклы» (0:1). В сезоне 2018/19 провёл 5 игр в чемпионате, голов в которых не забивал; параллельно сыграл 4 игры в молодёжном первенстве, в которых отличился дважды.
2 апреля 2019 года стал игроком клуба «Локомотив» (Кошице), выступающего во втором дивизионе чемпионата Словакии. Дебютировал за «Локомотив» 14 апреля 2019 года в гостевом матче против «Жилины B» (3:1), первый гол забил 28 апреля 2019 года в домашнем матче против братиславского «Интера» (5:0). Всего в концовке сезона 2018/19 провёл за «Локомотив» 4 матча, отличился одним голом.
После окончания турнира клуб по финансовым причинам был переведен в Пятую лигу словацкого чемпионата, а Вадим 16 августа 2019 года перешёл в другой словацкий клуб Второй лиги — «Попрад». Первый матч за этот клуб Янчак провёл 17 августа 2019 года, выйдя на замену за 29 минут до конца гостевого матча против клуба «Татран» (Липтовски-Микулаш) (2:0). В сезоне 2019/2020 Вадим сыграл 17 матчей (13 в чемпионате и 4 в Кубке Словакии), отличившись один раз — на последних секундах гостевого матча второго раунда Кубка против клуба Третьей лиги «Тесла» (Стропков) (2:0).
8 сентября 2020 года вернулся в чемпионат Украины, подписав контракт на три сезона с клубом УПЛ «Александрией».

## Карьера в сборной
Вадим Янчак провёл один поединок за сборную Украины U-21 — 16 ноября 2018 года в гостевом товарищеском матче против сборной Грузии (3:3), в котором отличился забитым голом, и один поединок за сборную Украины U-20 — 21 марта 2019 года в гостевом товарищеском матче против сборной Южной Кореи (1:0).